# Campeones del Fútbol Sudafricano
Los campeones del fútbol sudafricano son los ganadores de la liga más alta en el fútbol de Sudáfrica, desde que se instaurara en 1959 la National Football League (NFL) hasta la actual Liga Premier de Sudáfrica que se disputa desde 1996 hasta hoy en día.

## Historia
La National Football League (NFL) fue la primera liga profesional de fútbol en Sudáfrica, fue establecida en 1959, solo para futbolistas de etnia blanca. Esta liga desapareció en 1977. Una liga paralela fue establecida en 1961, la South African Soccer League (SASL), liga que fue disputada por las comunidades negras e india, que solo se extendió por siete años desde 1961 a 1967 y que fue sustituida por la Federation Professional League (FPL) que fue disputada desde 1969 a 1990. Durante la época del apartheid no se permitió que futbolistas de distinta etnia compitieran en una liga unificada.
En 1971 se fundó la National Professional Soccer League (NPSL) solo para futbolistas negros, en 1977 con la desaparición de la National Football League (NFL) tras 18 años la mayoría de clubes de etnia blanca se unieron a la NPSL, se produjo una fusión entre la NFL (para los blancos) y la NPSL (para los negros), para convertirse en la nueva NPSL común.
En 1984 nace la National Soccer League (NSL), que se convirtió oficialmente en la primera liga sin segregación racial en el país, las otras dos ligas existentes, la NPSL y la FPL, acabarían desapareciendo. En 1996 la NSL adoptó el nombre Premier Soccer League (PSL) organismo que organiza la actual Liga Premier de Sudáfrica y el calendario europeo occidental de agosto a mayo.

## Palmarés

### NFL - National Football League
- Solo para futbolistas blancos
| Temporada | Campeón             | Subcampeón           | Máximo goleador             | Club                    | Goles |
| --------- | ------------------- | -------------------- | --------------------------- | ----------------------- | ----- |
| 1959      | Durban City         | Rangers Johannesburg | Les Salton                  | Durban City             | 23    |
| 1960      | Highlands Park      | Durban City          | Les Salton                  | Durban City             | 40    |
| 1961      | Durban City         | Highlands Park       | Les Salton                  | Durban City             | 46    |
| 1962      | Highlands Park      | Southern Suburbs     | Peter McEwan                | Germiston Callies       | 42    |
| 1963      | Addington           | Highlands Park       | Bazil Johnson               | Arcadia United          | 43    |
| 1964      | Highlands Park      | Durban City          | Les Salton                  | Durban United           | 42    |
| 1965      | Highlands Park      | Cape Town City       | Arne Bjørnstad Freddie Kalk | Boksburg Highlands Park | 33    |
| 1966      | Highlands Park      | Port Elizabeth City  | Walter da Silva             | Highlands Park          | 44    |
| 1967      | Port Elizabeth City | Highlands Park       | Jim Scott                   | Durban City             | 27    |
| 1968      | Highlands Park      | Durban United        | Stan Forster                | Rangers                 | 32    |
| 1969      | Durban Spurs        | Powerlines           | Walter da Silva             | Powerlines              | 21    |
| 1970      | Durban City         | Cape Town City       | Jim Scott                   | Durban City             | 31    |
| 1971      | Hellenic            | Cape Town City       | Jim Scott                   | Durban City             | 22    |
| 1972      | Durban City         | Hellenic             | Wilf de Bruin               | Hellenic                | 26    |
| 1973      | Cape Town City      | Highlands Park       | Wilf de Bruin               | Hellenic                | 26    |
| 1974      | Arcadia Shepherds   | Cape Town City       | Geoff Wegerle               | Arcadia Shepherds       | 20    |
| 1975      | Highlands Park      | Hellenic             | Bandera de ?                |                         |       |
| 1976      | Cape Town City      | Highlands Park       | Bandera de ?                |                         |       |
| 1977      | Highlands Park      | Lusitano             | Tony Stathakis              | Highlands Park          | 28    |

### NPSL - National Premier Soccer League
| Temporada                        | Campeón                          | Subcampeón                       | Máximo goleador                  | Club                             | Goles                            |
| NPSL Castle League (para negros) | NPSL Castle League (para negros) | NPSL Castle League (para negros) | NPSL Castle League (para negros) | NPSL Castle League (para negros) | NPSL Castle League (para negros) |
| -------------------------------- | -------------------------------- | -------------------------------- | -------------------------------- | -------------------------------- | -------------------------------- |
| 1971                             | Orlando Pirates                  | Kaizer Chiefs                    | Bandera de ?                     |                                  |                                  |
| 1972                             | Zulu Royals                      | Moroka Swallows                  | Bandera de ?                     |                                  |                                  |
| 1973                             | Orlando Pirates                  | Kaizer Chiefs                    | Bandera de ?                     |                                  |                                  |
| 1974                             | Kaizer Chiefs                    | Moroka Swallows                  | Bandera de ?                     |                                  |                                  |
| 1975                             | Orlando Pirates                  | Kaizer Chiefs                    | Bandera de ?                     |                                  |                                  |
| 1976                             | Orlando Pirates                  | Kaizer Chiefs                    | Bandera de ?                     |                                  |                                  |
| 1977                             | Kaizer Chiefs                    | Benoni United                    | Bandera de ?                     |                                  |                                  |
| NPSL Castle League               |                                  |                                  |                                  |                                  |                                  |
| 1978                             | Lusitano                         | Wits University                  | Bandera de ?                     |                                  |                                  |
| 1979                             | Kaizer Chiefs                    | Arcadia Shepherds                | Bandera de ?                     |                                  |                                  |
| 1980                             | Highlands Park                   | Kaizer Chiefs                    | Bandera de ?                     |                                  |                                  |
| 1981                             | Kaizer Chiefs                    | Highlands Park                   | Bandera de ?                     |                                  |                                  |
| 1982                             | Durban City                      | Wits University                  | Bandera de ?                     |                                  |                                  |
| 1983                             | Durban City                      | Arcadia Shepherds                | Bandera de ?                     |                                  |                                  |
| 1984                             | Kaizer Chiefs                    | Moroka Swallows                  | Bandera de ?                     |                                  |                                  |

### NSL - National Soccer League
| Temporada | Campeón           | Subcampeón        | Máximo Goleador  | Club              | Goles |
| --------- | ----------------- | ----------------- | ---------------- | ----------------- | ----- |
| 1985      | Bush Bucks        | Rangers FC        | Frank McGrellis  | Wits University   | 25    |
| 1986      | Rangers FC        | Bush Bucks        | Thomas Hlongwane | Moroka Swallows   | 32    |
| 1987      | Jomo Cosmos       | Kaizer Chiefs     | Noel Cousins     | Arcadia Shepherds | 25    |
| 1988      | Mamelodi Sundowns | Jomo Cosmos       | Shane McGregor   | Kaizer Chiefs     | 19    |
| 1989      | Kaizer Chiefs     | Orlando Pirates   | Noel Cousins     | Moroka Swallows   | 21    |
| 1990      | Mamelodi Sundowns | Kaizer Chiefs     | Bennett Masinga  | Mamelodi Sundowns | 20    |
| 1991      | Kaizer Chiefs     | Mamelodi Sundowns | Fani Madida      | Kaizer Chiefs     | 28    |
| 1992      | Kaizer Chiefs     | Hellenic FC       | George Dearnaley | AmaZulu           | 20    |
| 1993      | Mamelodi Sundowns | Moroka Swallows   | Daniel Mudau     | Mamelodi Sundowns | 22    |
| 1994      | Orlando Pirates   | Cape Town Spurs   | Wilfred Mugeyi   | Umtata Bucks      | 19    |
| 1995      | Cape Town Spurs   | Mamelodi Sundowns | Gerald Stober    | Hellenic          | 18    |

### PSL - Liga Premier de Sudáfrica
| Temporada | Campeón           | Subcampeón        | Máximo Goleador                  | Club                             | Goles |
| --------- | ----------------- | ----------------- | -------------------------------- | -------------------------------- | ----- |
| 1996-97   | Manning Rangers   | Kaizer Chiefs     | Wilfred Mugeyi                   | Bush Bucks                       | 22    |
| 1997-98   | Mamelodi Sundowns | Kaizer Chiefs     | Keryn Jordan                     | Manning Rangers                  | 11    |
| 1998-99   | Mamelodi Sundowns | Kaizer Chiefs     | Pollen Ndlanya                   | Kaizer Chiefs                    | 21    |
| 1999-00   | Mamelodi Sundowns | Orlando Pirates   | Daniel Mudau                     | Mamelodi Sundowns                | 15    |
| 2000-01   | Orlando Pirates   | Kaizer Chiefs     | Daniel Mudau                     | Mamelodi Sundowns                | 15    |
| 2001-02   | Santos Cape Town  | Supersport United | Ishmael Maluleke                 | Manning Rangers                  | 18    |
| 2002-03   | Orlando Pirates   | Supersport United | Lesley Manyathela                | Orlando Pirates                  | 18    |
| 2003-04   | Kaizer Chiefs     | Ajax Cape Town    | Jackie Ledwaba                   | AmaZulu FC                       | 14    |
| 2004-05   | Kaizer Chiefs     | Orlando Pirates   | Collins Mbesuma                  | Kaizer Chiefs                    | 25    |
| 2005-06   | Mamelodi Sundowns | Orlando Pirates   | Mame Niang                       | Moroka Swallows                  | 14    |
| 2006-07   | Mamelodi Sundowns | Platinum Stars    | Chris Katongo                    | Jomo Cosmos                      | 15    |
| 2007-08   | Supersport United | Ajax Cape Town    | James Chamanga                   | Moroka Swallows                  | 14    |
| 2008-09   | Supersport United | Orlando Pirates   | Richard Henyekane                | Golden Arrows                    | 19    |
| 2009-10   | Supersport United | Mamelodi Sundowns | Katlego Mphela                   | Mamelodi Sundowns                | 17    |
| 2010-11   | Orlando Pirates   | Ajax Cape Town    | Knowledge Musona                 | Kaizer Chiefs                    | 15    |
| 2011-12   | Orlando Pirates   | Moroka Swallows   | Siyabonga Nomvethe               | Moroka Swallows                  | 20    |
| 2012-13   | Kaizer Chiefs     | Platinum Stars    | Katlego Mashego                  | Moroka Swallows                  | 13    |
| 2013-14   | Mamelodi Sundowns | Kaizer Chiefs     | Bernard Parker                   | Kaizer Chiefs                    | 10    |
| 2014-15   | Kaizer Chiefs     | Mamelodi Sundowns | Moeketsi Sekola                  | Free State Stars                 | 14    |
| 2015-16   | Mamelodi Sundowns | Bidvest Wits      | Collins Mbesuma                  | Mpumalanga Black Aces            | 14    |
| 2016-17   | Bidvest Wits      | Mamelodi Sundowns | Lebogang Manyama                 | Cape Town City                   | 13    |
| 2017-18   | Mamelodi Sundowns | Orlando Pirates   | Percy Tau Rodney Ramagalela      | Mamelodi Sundowns Polokwane City | 11    |
| 2018-19   | Mamelodi Sundowns | Orlando Pirates   | Mwape Musonda                    | Black Leopards                   | 16    |
| 2019-20   | Mamelodi Sundowns | Kaizer Chiefs     | Gabadinho Mhango Peter Shalulile | Orlando Pirates Highlands Park   | 16    |
| 2020-21   | Mamelodi Sundowns | AmaZulu FC        | Bradley Grobler                  | Supersport United                | 16    |
| 2021-22   | Mamelodi Sundowns | Cape Town City    | Peter Shalulile                  | Mamelodi Sundowns                | 23    |
| 2022-23   | Mamelodi Sundowns | Orlando Pirates   | Peter Shalulile Khanyisa Mayo    | Mamelodi Sundowns Cape Town City | 12    |
| 2023-24   | Mamelodi Sundowns | Orlando Pirates   | Tshegofatso Mabasa               | Orlando Pirates                  | 16    |
| 2024-25   | Mamelodi Sundowns | Orlando Pirates   | Lucas Ribeiro Costa              | Mamelodi Sundowns                | 16    |

## Títulos por club
- Se toman en cuenta los títulos logrados en la NPSL (1971-1984), NSL (1985-1996) y PSL (desde 1997).[1][2]

| Club              | Campeón | Subcampeón | Años campeón                                                                                               |
| ----------------- | ------- | ---------- | --- |
| Mamelodi Sundowns | 18      | 5          | 1988, 1990, 1993, 1998, 1999, 2000, 2006, 2007, 2014, 2016, 2018, 2019, 2020, 2021, 2022, 2023, 2024, 2025 |
| Kaizer Chiefs     | 12      | 13         | 1974, 1977, 1979, 1981, 1984, 1989, 1991, 1992, 2004, 2005, 2013, 2015                                     |
| Orlando Pirates   | 9       | 10         | 1971, 1973, 1975, 1976, 1994, 2001, 2003, 2011, 2012                                                       |
| Supersport United | 3       | 2          | 2008, 2009, 2010                                                                                           |
| Durban City FC    | 2       | –          | 1982, 1983                                                                                                 |
| Bidvest Wits      | 1       | 3          | 2017 |
| Highlands Park    | 1       | 1          | 1980 |
| Bush Bucks FC     | 1       | 1          | 1985 |
| Rangers FC        | 1       | 1          | 1986 |
| Jomo Cosmos       | 1       | 1          | 1987 |
| Cape Town Spurs   | 1       | 1          | 1995 |
| Zulu Royals       | 1       | –          | 1972 |
| Lusitano FC       | 1       | –          | 1978 |
| Manning Rangers   | 1       | –          | 1997 |
| Santos Cape Town  | 1       | –          | 2002 |
| Moroka Swallows   | –       | 5          | |
| Ajax Cape Town    | –       | 3          | |
| Arcadia Shepherds | –       | 2          | |
| Platinum Stars    | –       | 2          | |
| AmaZulu FC        | –       | 1          | |
| Hellenic FC       | –       | 1          | |
| Cape Town City    | –       | 1          | |
| Benoni United     | –       | 1          | |